# Megaporocidaris
Megaporocidaris is een geslacht van uitgestorven zee-egels uit de familie Triadocidaridae.

## Soorten
- Megaporocidaris mariana Kier, 1977